# BC4 Bay 04 II
Die bayerischen BC4 Bay 04II waren vierachsige Abteilwagen für Schnell- und Reisezüge, die noch in der klassischen Holzbauweise gebaut wurden. Sie hatten im Wagenverzeichnis der K.Bay.Sts.B. von 1913 die Blatt-Nr. 124 und waren der Gattung BCC zugeordnet.

## Geschichte
Mit dem vermehrten Aufkommen der überregionalen Reisezüge und Schnellzüge im ersten Jahrzehnt nach 1900 mussten sich auch die bayerischen Eisenbahnen damit auseinandersetzen, entsprechende Wagentypen für diese Zuggattungen zur Verfügung stellen zu können. Auch der mit den benachbarten Bahnen vereinbarte Wagenausgleich veranlassten die Königlich Bayerischen Staatseisenbahnen dazu, ebenfalls Wagen für den gehobenen Reisezugverkehr zu beschaffen.

## Beschaffung
Insgesamt wurden in den Jahren zwischen 1889 und 1911 99 Wagen der Gattungen ABB, ABCC, BCC und CC für den Dienst in dem gehobenen Reisezugverkehr beschafft. Im Jahr 1904 waren es elf Wagen der Gattung BCC (BC4) nach Blatt 124 von der Maschinenfabrik Augsburg-Nürnberg aus Nürnberg.

## Verbleib
Insgesamt drei Wagen wurden bereits vor 1940 ausgemustert ausgemustert. Zwei Wagen konnten nach Ende 1945 nicht mehr nachgewiesen werden. Weitere vier Wagen waren 1945 als Altschadwagen abgestellt und wurden 1950 ausgemustert. Der letzte von der DB übernommene Wagen wurde 1956 ausgemustert.

## Konstruktive Merkmale

### Untergestell
Rahmen: genietete Walzprofile. Die äußeren Längsträger hatten einen U-förmigen Querschnitt. Zur Unterstützung des Wagenkastens auf Grund des großen Drehzapfenabstandes wurde ein Sprengwerk aus Profilen und Säulenständern in der Ebene der äußeren Längsträger eingebaut. Zugeinrichtung: Schraubenkupplungen, die Zugstange war durchgehend und mittig gefedert. Die ursprünglichen Stangenpuffer mit einer Einbaulänge von 650 mm wurden später durch Hülsenpuffer ersetzt.

### Laufwerk
Als Laufwerk kamen Drehgestelle bayerischer Regelbauart mit kurzem Radstand von 2.500 mm zur Anwendung. Diese besaßen einen aus Blechen und Winkeln zusammengenieteten Rahmen. Gelagert waren die Achsen in Gleitachslagern. Die Längsfedern hatten eine Länge von 1.250 mm und bestanden aus 8 Blättern mit den Maßen 90 × 13 mm. Die 7 Blätter der Querfedern hatten eine Länge von 940 mm und einen Querschnitt von 90 × 9 mm. Die Radsätze der bayerischen Form 39 hatten Speichenradkörper mit einem Durchmesser von 1.014 mm.
Als Bremsen kamen Druckluftbremsen des Systems Westinghouse zum Einsatz. Außerdem gab es noch an einem Wagenende eine Handspindelbremse.

### Wagenkasten
Der Wagenkasten hatte ein Gerippe aus Holz, außen mit Blech und innen mit Holz verkleidet. Die Seitenwände waren an den Unterseiten leicht eingezogen. Die Wagen hatten ein Tonnendach und keine Übergänge an den Stirnseiten. Es gab an beiden Seiten durchgehende Laufbretter.

### Ausstattung
Der Innenraum war auf insgesamt neun Abteile aufgeteilt. Drei für die 2. Klasse und sechs für die 3. Klasse. Es gab insgesamt fünf Aborte die so auf den Innenraum aufgeteilt waren, dass jedes der Abteile durch seitliche Durchgänge einen Zugang zu einem der Aborte hatte. Die Wagen hatten klassenspezifische Bestuhlung.
Beheizt wurden die Fahrzeuge über eine Dampfheizung. Die Belüftung erfolgte durch statische Lüfter auf dem Dach bzw. über herablassbare Fenster in den Abteiltüren. Ursprünglich erfolgte die Beleuchtung durch Gasglühlichter, der Vorratsbehälter hing in Wagenlängsrichtung am Rahmen. Ab den 1930er Jahren erfolgte eine Umstellung auf elektrische Beleuchtung.

## Skizzen, Musterblätter, Fotos

Ansicht zu Blatt 124 aus dem Wagenverzeichnis von 1913

## Wagennummern
Die Daten sind dem diversen Wagenpark-Verzeichnissen der Kgl.Bayer.Staatseisenbahnen, so wie im Literaturverzeichnis aufgeführt, sowie den Büchern von Emil Konrad (Reisezugwagen der deutschen Länderbahnen, Band II) und Alto Wagner (Bayerische Reisezugwagen) entnommen.
| Blatt-Nr. Herstelld.         | Blatt-Nr. Herstelld.         | Blatt-Nr. Herstelld.         | Gattungszeichen je Epoche Wagennummern je Epoche (mit Direktionsangaben) | Gattungszeichen je Epoche Wagennummern je Epoche (mit Direktionsangaben) | Gattungszeichen je Epoche Wagennummern je Epoche (mit Direktionsangaben) | Gattungszeichen je Epoche Wagennummern je Epoche (mit Direktionsangaben) | Gattungszeichen je Epoche Wagennummern je Epoche (mit Direktionsangaben) | Gattungszeichen je Epoche Wagennummern je Epoche (mit Direktionsangaben) | Gattungszeichen je Epoche Wagennummern je Epoche (mit Direktionsangaben) | Fahrwerk / Ausstattung (siehe jeweilige Legende) | Fahrwerk / Ausstattung (siehe jeweilige Legende) | Fahrwerk / Ausstattung (siehe jeweilige Legende) | Fahrwerk / Ausstattung (siehe jeweilige Legende) | Fahrwerk / Ausstattung (siehe jeweilige Legende) | Fahrwerk / Ausstattung (siehe jeweilige Legende) | Fahrwerk / Ausstattung (siehe jeweilige Legende) | Fahrwerk / Ausstattung (siehe jeweilige Legende) | Fahrwerk / Ausstattung (siehe jeweilige Legende) | Fahrwerk / Ausstattung (siehe jeweilige Legende) | Fahrwerk / Ausstattung (siehe jeweilige Legende) | Zusatzinfos |
| Bau- jahr                    | Her- steller                 | Anz.                         | ab 1907                                                                  | Rep. (1919)                                                              | DR (ab 1923)                                                             | DRG (ab 1930)                                                            | DB (ab 1950)                                                             | >Ausge- mustert                                                          | letzt. Heimat-Bf.                                                        | Anz. Ach- sen                                    | Brem- sen                                        | Bl.                                              | Hz.                                              | Art u.Anz. Abteile (Sitze je Klasse)             | Art u.Anz. Abteile (Sitze je Klasse)             | Art u.Anz. Abteile (Sitze je Klasse)             | Art u.Anz. Abteile (Sitze je Klasse)             | Art u.Anz. Abteile (Sitze je Klasse)             | Mil.                                             | Mil.                                             | Bemer- kung |
| Blatt-Nr. aus WV von Gattung | Blatt-Nr. aus WV von Gattung | Blatt-Nr. aus WV von Gattung | 124 1913 BCC                                                             |                                                                          | BC4 Bay 04II                                                             | BC4 Bay 04II                                                             |                                                                          |                                                                          |                                                                          |                                                  |                                                  |                                                  |                                                  | A                                                | 1.                                               | 2.                                               | 3.                                               | 4.                                               | O                                                | M                                                |             |
| ---------------------------- | ---------------------------- | ---------------------------- | ------------------------------------------------------------------------ | ------------------------------------------------------------------------ | ------------------------------------------------------------------------ | ------------------------------------------------------------------------ | ------------------------------------------------------------------------ | ------------------------------------------------------------------------ | ------------------------------------------------------------------------ | ------------------------------------------------ | ------------------------------------------------ | ------------------------------------------------ | ------------------------------------------------ | ------------------------------------------------ | ------------------------------------------------ | ------------------------------------------------ | ------------------------------------------------ | ------------------------------------------------ | ------------------------------------------------ | ------------------------------------------------ | ----------- |
| 1904                         | MAN                          | 11                           | 3 351                                                                    |                                                                          | 61 018 Mü                                                                | 30 700 Mü                                                                |                                                                          | 02/50                                                                    | München Hbf.                                                             | 4                                                | A, Wsbr                                          | G                                                | D                                                | 5                                                |                                                  | 3 (21)                                           | 6 (47)                                           |                                                  | 15                                               | 37                                               | [ Anm. 1 ]  |
| 1904                         | MAN                          | 11                           | 3 352                                                                    |                                                                          | 61 002 Nür                                                               | 30 708 Reg                                                               |                                                                          | 07/56                                                                    | Nürnberg Hbf                                                             | 4                                                | A, Wsbr                                          | G                                                | D                                                | 5                                                |                                                  | 3 (21)                                           | 6 (47)                                           |                                                  | 15                                               | 37                                               |             |
| 1904                         | MAN                          | 11                           | 3 353                                                                    |                                                                          | 61 003 Nür                                                               | 30 707 Nür                                                               |                                                                          | xx/45?                                                                   | Nürnberg Hbf                                                             | 4                                                | A, Wsbr                                          | G                                                | D                                                | 5                                                |                                                  | 3 (21)                                           | 6 (47)                                           |                                                  | 15                                               | 37                                               |             |
| 1904                         | MAN                          | 11                           | 3 354                                                                    |                                                                          | 61 019 Mü                                                                | 30 701 Mü                                                                |                                                                          | xx/3x                                                                    | München Hbf                                                              | 4                                                | A, Wsbr                                          | G                                                | D                                                | 5                                                |                                                  | 3 (21)                                           | 6 (47)                                           |                                                  | 15                                               | 37                                               |             |
| 1904                         | MAN                          | 11                           | 3 355                                                                    |                                                                          | 61 020 Mü                                                                | 30 702 Mü                                                                |                                                                          | 05/45                                                                    | Dresden                                                                  | 4                                                | A, Wsbr                                          | G                                                | D                                                | 5                                                |                                                  | 3 (21)                                           | 6 (47)                                           |                                                  | 15                                               | 37                                               |             |
| 1904                         | MAN                          | 11                           | 3 356                                                                    |                                                                          | 61 021 Mü                                                                | 30 699 Au                                                                |                                                                          | 05/50                                                                    | München Hbf                                                              | 4                                                | A, Wsbr                                          | G                                                | D                                                | 5                                                | [ Anm. 1 ]                                       | 3 (21)                                           | 6 (47)                                           |                                                  | 15                                               | 37                                               |             |
| 1904                         | MAN                          | 11                           | 3 357                                                                    |                                                                          | 61 022 Mü                                                                | 30 703 Mü                                                                |                                                                          | xx/3x                                                                    | München Hbf                                                              | 4                                                | A, Wsbr                                          | G                                                | D                                                | 5                                                |                                                  | 3 (21)                                           | 6 (47)                                           |                                                  | 15                                               | 37                                               |             |
| 1904                         | MAN                          | 11                           | 3 358                                                                    |                                                                          | 61 023 Mü                                                                | 30 704 Mü                                                                |                                                                          | 02/50                                                                    | München Hbf                                                              | 4                                                | A, Wsbr                                          | G                                                | D                                                | 5                                                | [ Anm. 1 ]                                       | 3 (21)                                           | 6 (47)                                           |                                                  | 15                                               | 37                                               |             |
| 1904                         | MAN                          | 11                           | 3 359                                                                    |                                                                          | 61 024 Mü                                                                | 30 705 Mü                                                                |                                                                          | xx/45?                                                                   | München Hbf                                                              | 4                                                | A, Wsbr                                          | G                                                | D                                                | 5                                                |                                                  | 3 (21)                                           | 6 (47)                                           |                                                  | 15                                               | 37                                               |             |
| 1904                         | MAN                          | 11                           | 3 360                                                                    |                                                                          | 61 025 Mü                                                                | 30 706 Mü                                                                |                                                                          | xx/3x                                                                    | München Hbf                                                              | 4                                                | A, Wsbr                                          | G                                                | D                                                | 5                                                |                                                  | 3 (21)                                           | 6 (47)                                           |                                                  | 15                                               | 37                                               |             |
| 1904                         | MAN                          | 11                           | 3 361                                                                    |                                                                          | 61 026 Mü                                                                | 30 888 Mü                                                                |                                                                          | 02/50                                                                    | München                                                                  | 4                                                | A, Wsbr                                          | G                                                | D                                                | 5                                                | [ Anm. 1 ]                                       | 3 (21)                                           | 6 (47)                                           |                                                  | 15                                               | 37                                               |             |